# Under 23 Gulf Cup of Nations 2010
Under 23 Gulf Cup 2010 fandt sted i Qatar mellem fra den 28. juli, til 7. august, 2010.  Under 23 Gulf Cup of Nations, fandt sted for anden gang hvor seks lande deltog.
UAE vandt turneringen for første gang.

## Grupper
| Gruppe A                             | Gruppe B                                              |
| ------------------------------------ | ----------------------------------------------------- |
| - Bahrain - Oman - Qatar (værtsland) | - Kuwait - Saudi-Arabien - Forenede Arabiske Emirater |

## Gruppespil

### Gruppe A
| Team    | Pld | W | D | L | GF | GA | GD | Pts |
| ------- | --- | - | - | - | -- | -- | -- | --- |
| Oman    | 2   | 2 | 0 | 0 | 4  | 0  | +4 | 6   |
| Qatar   | 2   | 0 | 1 | 1 | 0  | 2  | -2 | 1   |
| Bahrain | 2   | 0 | 1 | 1 | 0  | 2  | -2 | 1   |

Alle tider er lokale (UTC+3)